# Coleophora xanthoargentea
Coleophora xanthoargentea é uma espécie de mariposa do gênero Coleophora pertencente à família Coleophoridae.